# Duvie Westcott
Pour les articles homonymes, voir Westcott.
Druval Westcott, dit Duvie Westcott, (né le 30 octobre 1977 à Winnipeg dans la province du Manitoba au Canada) est un joueur professionnel canadien de hockey sur glace. Il évolue au poste de défenseur.

## Carrière de joueur
En 1997, il commence sa carrière avec les Lancers d'Omaha en USHL avant de poursuivre son cursus universitaire en NCAA avec les Huskies de St. Cloud State. Ce joueur n'a pas été repêché, il a signé le 7 mai 2001 lorsqu'il était agent-libre. Il connaît sa meilleure saison en carrière en 2005-2006. Il avait accumulé 22 points dont 6 buts en 78 matchs. En 2001-2002, il débute en professionnel avec les Blue Jackets de Columbus dans la Ligue nationale de hockey. Il est régulièrement assigné au Crunch de Syracuse, club-école de la Ligue américaine de hockey. Durant le lock-out 2004-2005 de la LNH, il est parti jouer en Europe avec le JYP Jyväskylä pensionnaire de SM-liiga.
En 2008, il signe au Dinamo Riga dans la Ligue continentale de hockey. L'année suivante, il reste dans la KHL mais signe cette fois-ci à Minsk, avant de partir en Suisse en 2010, aux ZSC Lions.

## Trophées et honneurs personnels
Western Collegiate Hockey Association
- 2000-2001: élu dans la seconde équipe d'étoiles.

## Statistiques
| Saison     | Équipe                                       | Ligue      |     | Saison régulière | Saison régulière | Saison régulière | Saison régulière | Saison régulière |    | Séries éliminatoires | Séries éliminatoires | Séries éliminatoires | Séries éliminatoires | Séries éliminatoires |
| Saison     | Équipe                                       | Ligue      | PJ  | B                | A                | Pts              | Pun              | PJ               | B  | A                    | Pts                  | Pun                  |                      |                      |
| 1997-1998  | Lancers d'Omaha                              | USHL       | 12  | 3                | 3                | 6                | 31               | 14               | 0  | 8                    | 8                    | 84                   |                      |                      |
| 1997-1998  | Seawolves de l'Université d'Alaska-Anchorage | NCAA       | 25  | 3                | 5                | 8                | 43               |                  |    |                      |                      |                      |                      |                      |
| 1999-2000  | Huskies de St. Cloud State                   | NCAA       | 36  | 1                | 18               | 19               | 67               |                  |    |                      |                      |                      |                      |                      |
| 2000-2001  | St. Cloud State                              | NCAA       | 38  | 10               | 24               | 34               | 114              |                  |    |                      |                      |                      |                      |                      |
| 2001-2002  | Blue Jackets de Columbus                     | LNH        | 4   | 0                | 0                | 0                | 2                | --               | -- | --                   | --                   | --                   |                      |                      |
| 2001-2002  | Crunch de Syracuse                           | LAH        | 68  | 4                | 29               | 33               | 99               | 10               | 0  | 1                    | 1                    | 12                   |                      |                      |
| 2002-2003  | Crunch de Syracuse                           | LAH        | 22  | 1                | 10               | 11               | 54               | --               | -- | --                   | --                   | --                   |                      |                      |
| 2002-2003  | Blue Jackets de Columbus                     | LNH        | 39  | 0                | 7                | 7                | 77               | --               | -- | --                   | --                   | --                   |                      |                      |
| 2003-2004  | Blue Jackets de Columbus                     | LNH        | 34  | 0                | 7                | 7                | 39               | --               | -- | --                   | --                   | --                   |                      |                      |
| 2004-2005  | JYP Jyväskylä                                | SM-liiga   | 46  | 11               | 7                | 18               | 106              | 1                | 2  | 0                    | 2                    | 25                   |                      |                      |
| 2005-2006  | Blue Jackets de Columbus                     | LNH        | 78  | 6                | 22               | 28               | 133              | --               | -- | --                   | --                   | --                   |                      |                      |
| 2006-2007  | Blue Jackets de Columbus                     | LNH        | 23  | 4                | 6                | 10               | 18               | --               | -- | --                   | --                   | --                   |                      |                      |
| 2007-2008  | Blue Jackets de Columbus                     | LNH        | 23  | 1                | 3                | 4                | 30               |                  |    |                      |                      |                      |                      |                      |
| 2007-2008  | Crunch de Syracuse                           | LAH        | 37  | 4                | 23               | 27               | 77               | 13               | 2  | 4                    | 6                    | 10                   |                      |                      |
| 2008-2009  | Dinamo Riga                                  | KHL        | 51  | 2                | 17               | 19               | 124              | 2                | 0  | 0                    | 0                    | 33                   |                      |                      |
| 2009-2010  | Dinamo Minsk                                 | KHL        | 55  | 3                | 19               | 22               | 146              |                  |    |                      |                      |                      |                      |                      |
| 2010-2011  | ZSC Lions                                    | LNA        | 42  | 4                | 15               | 19               | 42               | 5                | 0  | 3                    | 3                    | 8                    |                      |                      |
| 2011-2012  | Kloten Flyers                                | LNA        | 36  | 3                | 10               | 13               | 71               | 5                | 0  | 0                    | 0                    | 8                    |                      |                      |
| 2012-2013  | Hambourg Freezers                            | DEL        | 42  | 5                | 13               | 18               | 60               | 5                | 0  | 1                    | 1                    | 43                   |                      |                      |
| 2013-2014  | Hambourg Freezers                            | DEL        | 46  | 7                | 20               | 27               | 62               | 11               | 1  | 3                    | 4                    | 22                   |                      |                      |
| 2014-2015  | Hambourg Freezers                            | DEL        | 34  | 5                | 11               | 16               | 42               | 7                | 1  | 4                    | 5                    | 8                    |                      |                      |
| Totaux LNH | Totaux LNH                                   | Totaux LNH | 201 | 11               | 45               | 56               | 299              | -                | -  | -                    | -                    | -                    |                      |                      |